# فيليب لي وليامز
فيليب لي وليامز (بالإنجليزية: Philip Lee Williams)‏ (30 يناير 1950، أثينا في الولايات المتحدة)؛ شاعر وروائي أمريكي.